# Laos
Laos (nume oficial: Republica Populară Democrată Laos) este un stat fără ieșire la mare din Asia de Sud-Est, ce se învecinează cu Birmania (Myanmar) și China la nord-est, cu Vietnamul la est, cu Cambodgia la sud și cu Thailanda la vest. Laosul își are originile în Imperiul Lan Xang care a existat între secolele XIV și XVIII.
După o perioadă de apartenență la Imperiul Colonial Francez, și-a obținut independența în 1953. O lungă perioadă de Război Civil s-a încheiat odată cu venirea la putere a Partidului Comunist Revoluționar Laoțian în 1975.

## Istorie

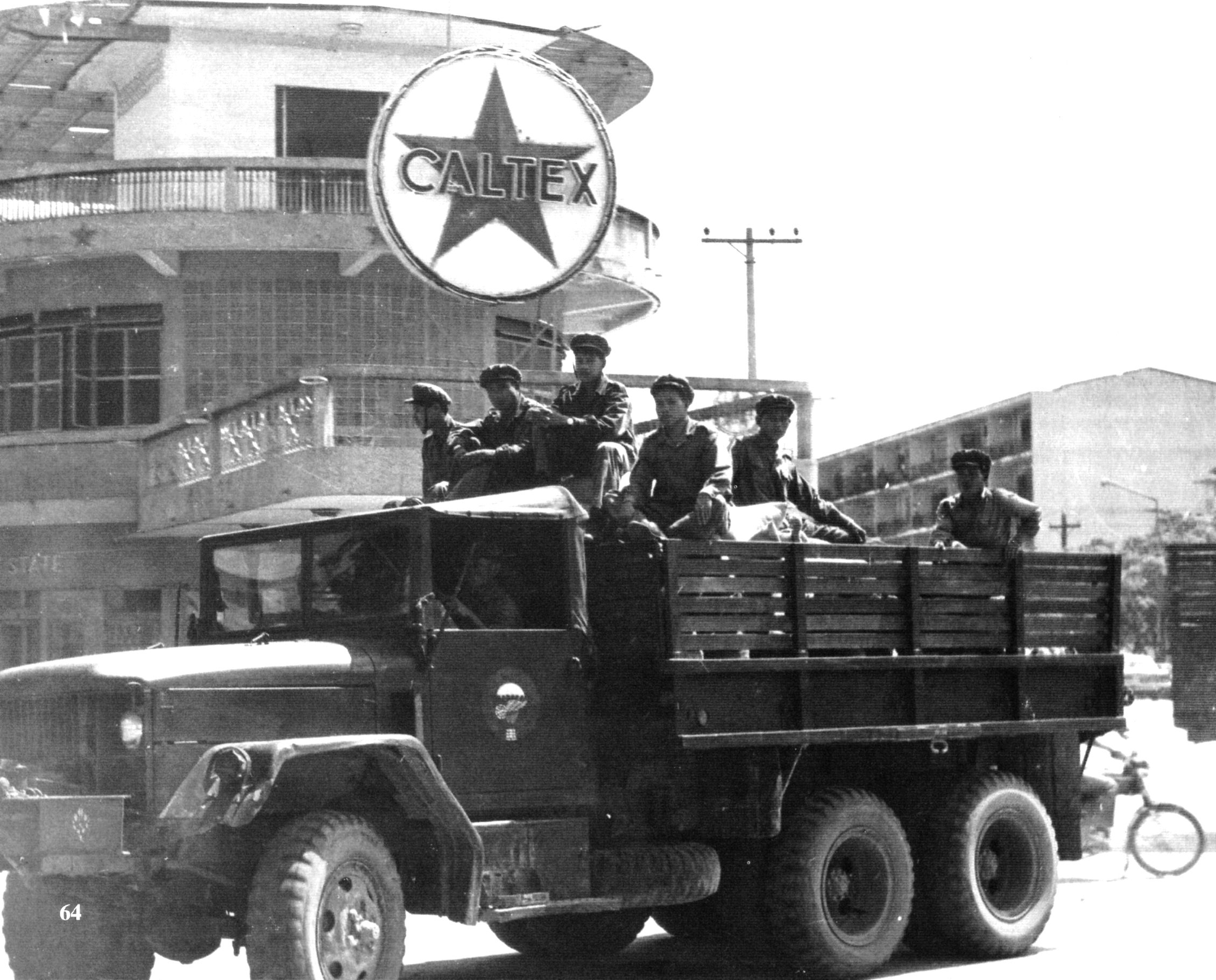
Trupe comuniste în Vientiane

Teritoriul Laosului a fost locuit din timpuri străvechi de diferite populații, ce au atins apogeul dezvoltării lor culturale, sociale și economice în mileniul IV î.Hr. Începând cu secolele IV-V, aici se stabilesc triburile Mon-Khmer, originare din China. Statele Mon, care au fost influențate de civilizația chineză și indiană, vor atinge apogeul între secolele VII și XI, iar după aceea vor fi anexate treptat de Regatul Khmer. 
Începând din secolul al XIII-lea, vin aici un nou val de popoare migratoare din China: Lao-Thai. Aceștia se vor emancipa de sub dominația Khmerilor și își vor forma propiile state, care vor fi reunite de Phraya Fa Ngum în cadrul Regatului Lan Xang în anul 1353. Cu timpul, o parte din populațiile Lao-Thai, Mon-Khmer și autohtonii din zonă se vor amesteca. În Evul Mediu, regatul Laosului este influențat de Vietnam și Siam (Thailanda de astăzi), iar în secolul XVII va cunoaște epoca sa de glorie. În urma unui război civil care a început în secolul XVIII, statul se destramă în trei regate: Vientiane, Luang Prapang și Champassak. Primele 2 vor fi anexate de Siam de-a lungul secolului al XIX-lea. Franța, începând cu a doua jumătate a secolului al XIX-lea, își manifestă influența asupra regiunii. Aceasta va obține teritoriile laoțiene ocupate de Siam la sfârșitul secolului al XIX-lea și le va uni cu Regatul Champassak, formând noul Regat Laoțian, sub dinastia de la Luang Prapang, care va intra în Uniunea Indochineză, astfel devenind protectorat francez. Din 1941 până în 1945 se află sub ocupație japoneză. În 1945, gherilele comuniste înfrâng trupele japoneze și proclamă statul independent Pathet Lao, dar vor fi înfrânte de trupele coloniale franceze, care instaurează regatul, sub protectorat francez și devine stat autonom în cadrul Uniunii Franceze, iar din 1953 stat independent. Începând cu anul 1950, începe războiul civil dintre comuniști, sprijiniți de statele comuniste, și monarhiști, sprijiniți de Franța și SUA, care se va termina în 1975 cu abolirea monarhiei și victoria trupelor comuniste. Din 1975 până în 1989 vor staționa trupe vietnameze (50.000 soldați), care vor influența viața economică, politică și socială a Laosului. După 1986 are loc un proces de liberalizare și de democratizare. Laos devine membru ASEAN în 1997, însă rămâne încă o țară săracă, influențată și în prezent de Vietnam.

## Populația

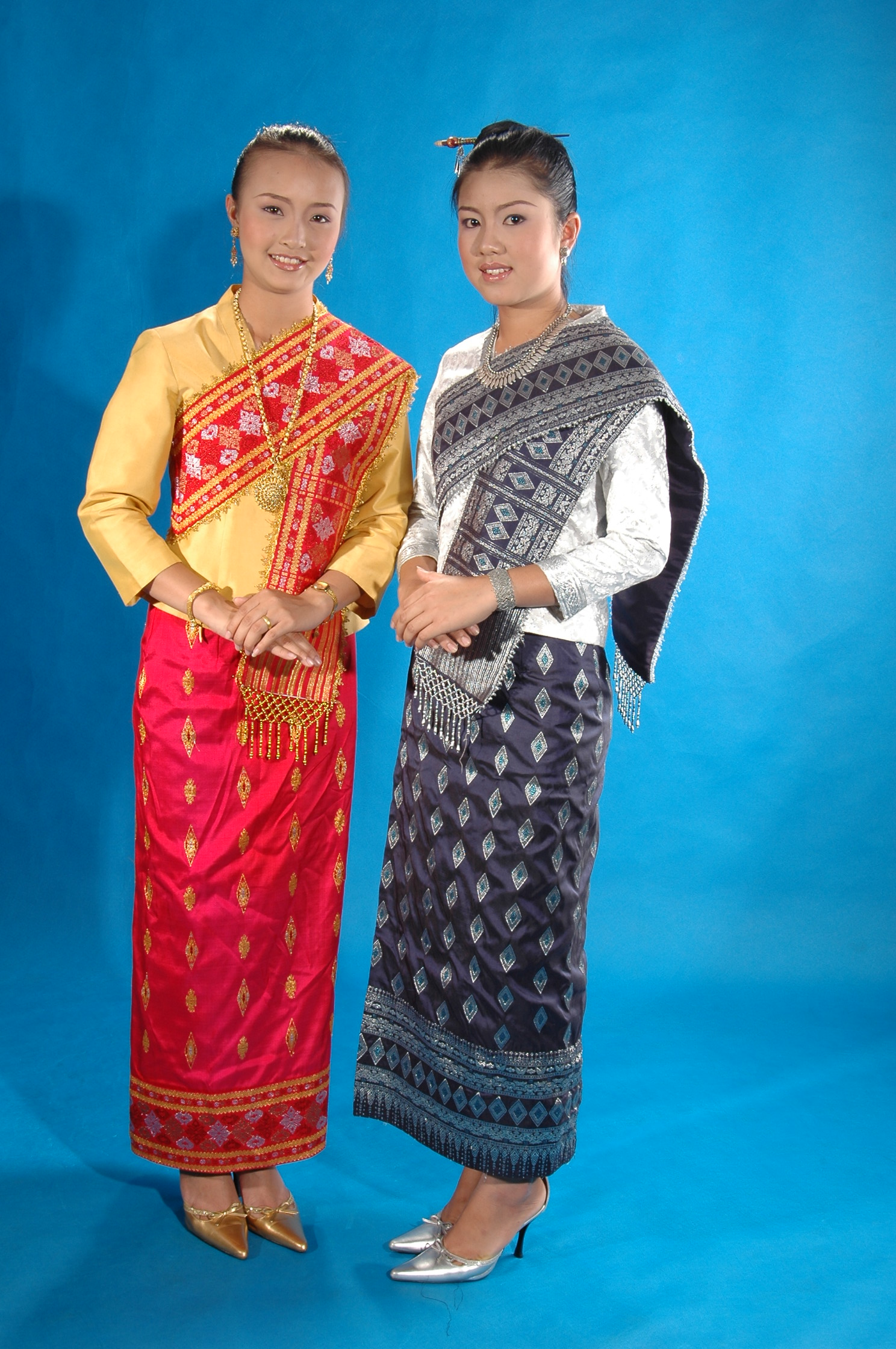
Tinere laoțiene în costume tradiționale

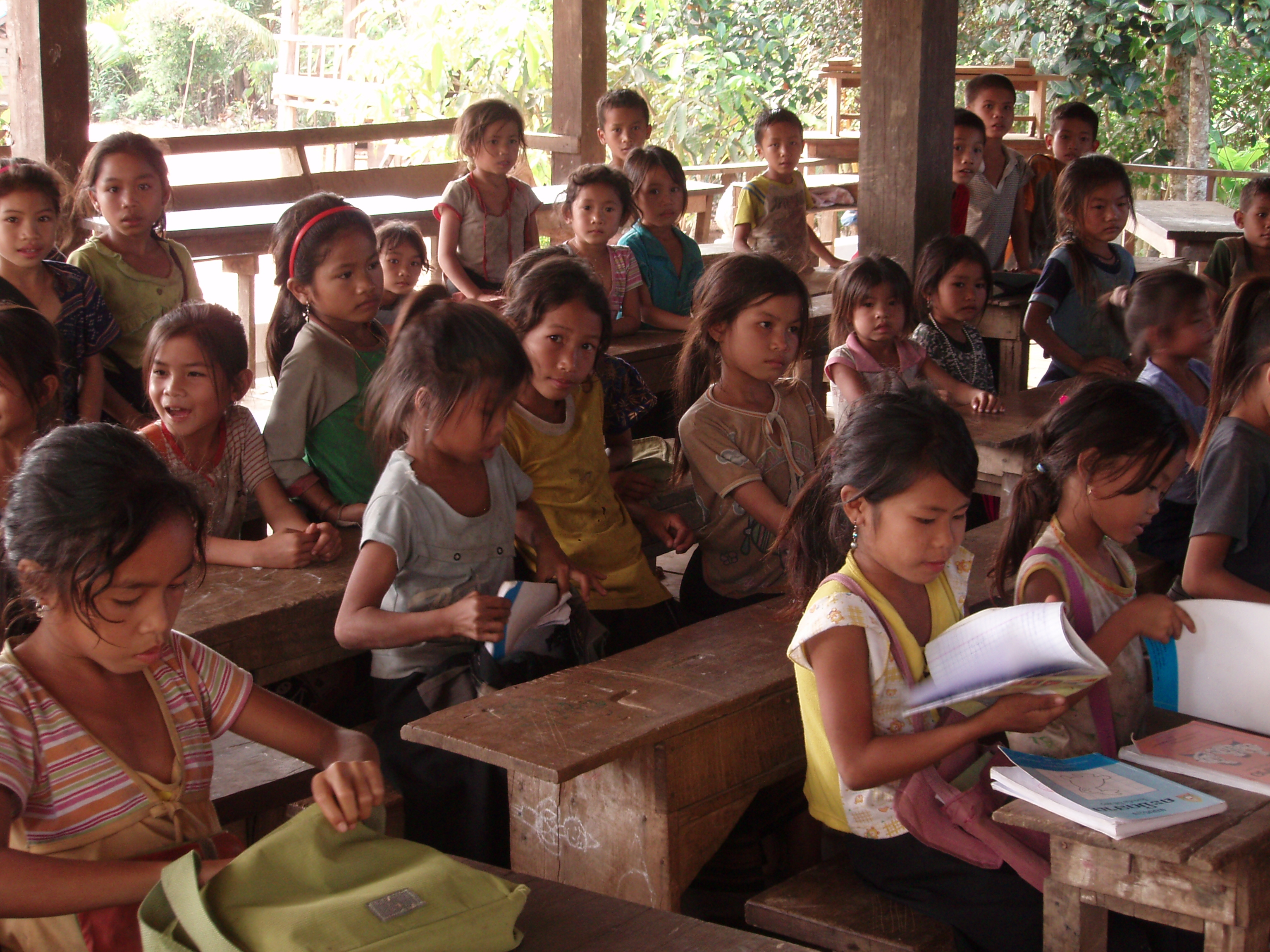
Copii laoțieni la școală

Laos are o populație de 6.521.998 locuitori. 
Există circa 70 de triburi și naționalități. Printre principalele grupuri etnice se numără: grupul Lao-Loum(Tal-Lao) care alcătuiește peste jumătate din populație (54,6%), grupul Lao-Theung/Mon-Khmer (10,9%), grupul Lao-Tai (9,3% dintre care Thai 3,8%, Phu Tai 3,3%, Lue 2,2%), și grupul Lao-Sung, cuprinzându-i pe Hmong (8%) și Man. Alte naționalități/grupuri etnice: 17,2%.
Limba oficială este lao, dar se vorbește și franceza, engleza și vietnameza. Laoțiana/lao face parte din familia austro-tai, ramura kam-tai, sistemul de scriere principal este un alfabet propriu. 
Se vorbesc circa 85 de limbi, printre care limbi kam-tai vorbite de 71% din populație, austro-asiatice 24,1%, miao-yao 4%, tibeto-birmane 1%.
Religiile sunt: budismul (60%), creștinism și credințe populare(40%).
Rata natalității: 24‰.
Rata mortalității: 7,74‰.
Alfabetizare: 80%.
Populație urbană: 34,3%.
Rata fertilității: 3 copii născuți/femeie.
Acces la internet: 836,896 sau 12.50%.

## Geografia

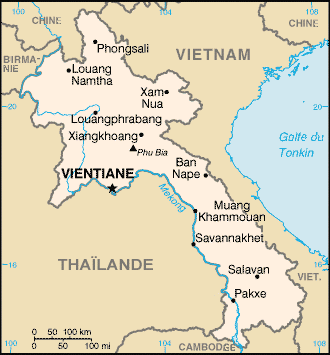
Laos

Suprafață: uscat: 230.800 km²; apă: 6.000 km²
Lungime frontieră: 5.083 km
Lungime linie de coastă: 0 km
Cel mai înalt punct: Phou/Phu Bia(2.817 m)
Cel mai jos punct: fluviul Mekong(70 m)

### Relieful

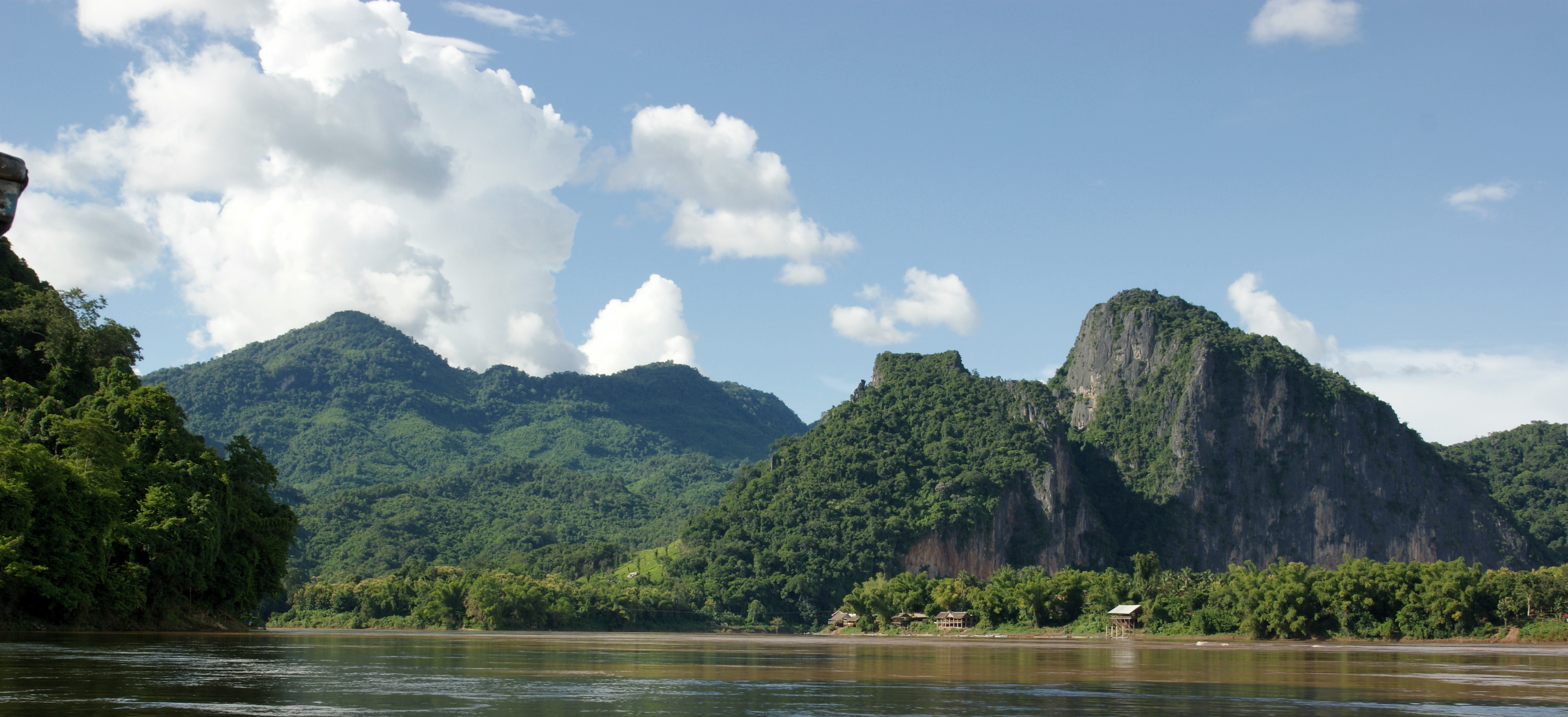
Fluviul Mekong

Relieful din Laos este alcătuit mai mult din munți, mai ales în nord, cel mai înalt vârf fiind Phu Bia (2.818 m). Relieful muntos cuprinde 2 sectoare: platourile înalte din nord (Luang-Prabang, Trannih) și Cordiliera Anamitică în sud. Platourile înalte din nord sunt intens fragmentate de chei și defileuri săpate de fluviul Mekong și afluenții săi(Ou Nam, Kahn Nam, Muong). Alte vârfuri montane de peste 2000 m sunt Phu Muang (2.300 m) și Phu Poi (2.258 m). Cordiliera Anamitică, cu înălțimi de peste 2000 m (Rao Co, 2.286 m) la granița cu Vietnam, coboară treptat spre valea largă a Mekongului, care formează pe o mare porțiune granița de vest cu Thailanda. În partea sudică, relieful este puțin înalt, corespunzător câmpiei aluvionare a Mekongului.

### Vegetația
Pădurile tropicale acoperă mai mult de jumătate din suprafața totală a teritoriului. Acestea sunt o prelungire a vegetației din regiunea Kampuchia, în timp ce pădurile din regiunile montane nordice, formate din prerii intercalate cu desișuri, se aseamănă cu vegetația din centrul Vietnamului. În Laos crește o vegetație formată din arbori de bambus, liane, stuf și palmieri.

### Fauna
Fauna este formată din pantere și un număr mic de tigri, elefanți asiatici și leoparzi. Elefantul a fost și este un simbol al regalității laoțiene, și a fost prezent pe steagul Regatului Laos până în 1975, dar, de-a lungul timpului, a fost domesticit și folosit ca animal de povară. O rasă autohtonă de bivol de apă este folosită ca animal de tracțiune. Speciile de reptile tipice sunt cobra, geko, katuali și crocodili siamezi. Există numeroase specii de păsări, pești, amfibieni și insecte.

### Clima
Clima este tropical-musonică, cu trei sezoane principale. Sezonul ploios ține din mai până în octombrie și este caracterizat de precipitații ce variază între 1270 și 2290 mm. Sezonul rece și uscat ține din noiembrie până în februarie, iar cel cald și uscat din martie până în aprilie, în timpul căruia temperaturile pot atinge 40 °C! Umiditatea este mare tot timpul anului, chiar și în timpul sezonului secetos. Temperaturile medii zilnice la Vientiane variază în ianuarie între 14-28 °C (fiind cea mai rece lună din an), iar în aprilie între 23-34 °C (cea mai caldă lună din an).

### Apele
Cel mai important curs de apă este fluviul Mekong (formează granița cu Myanmnar, Thailanda și se varsă în Marea Chinei de Sud, pe teritoriul Vietnamului printr-o deltă) și afluenții acestuia(ex. Nam Ngum, Keng Sig, Keg Pik Mak, etc).

### Resurse naturale
Lemn, potențial hidroenergetic, ghips, cositor, aur, pietre prețioase.

### Calamități naturale
Inundații, furtuni, alunecări de pământ, cutremure.

### Aspecte privind mediul înconjurător
Poluarea apei și a aerului; eroziunea solului; defrișări; poluarea mediilor urbane.

## Economia

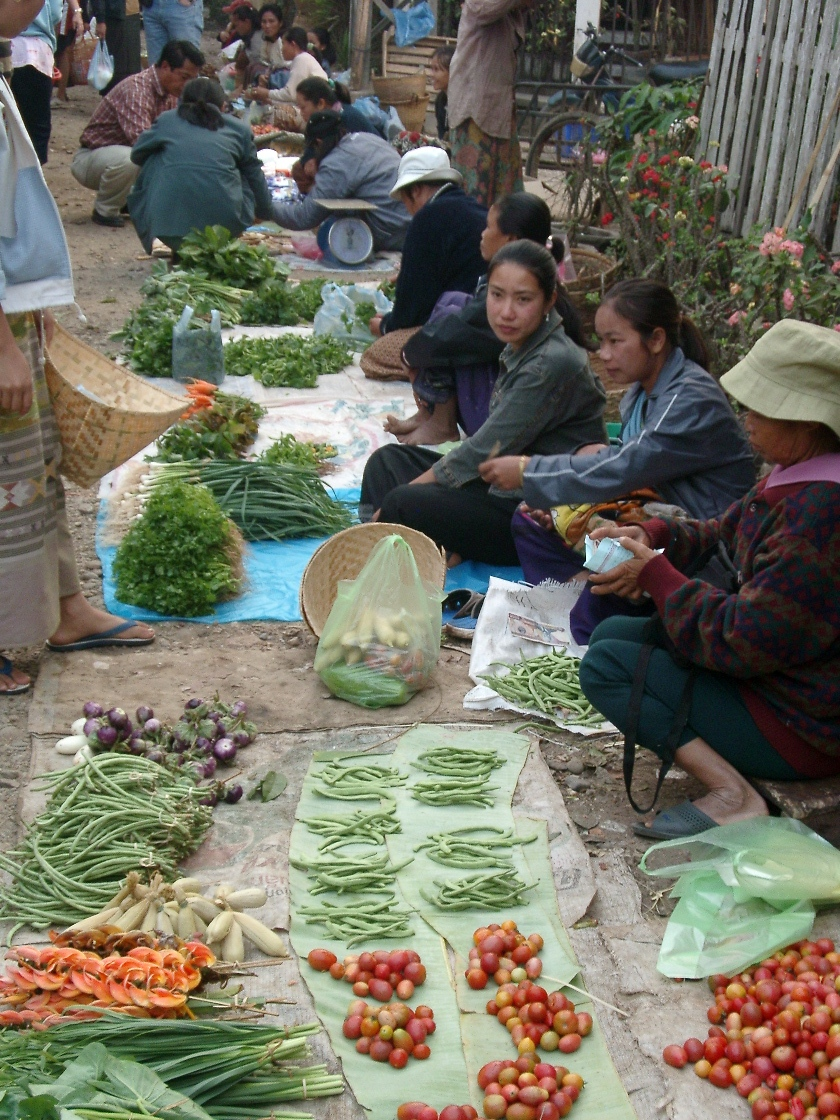
Piață de legume în Luang Prabang

Laos are o economie centralizată, bazată în primul rând pe agricultură, principalele culturi fiind orezul (2 recolte pe an și ocupă 2/3 din suprafața cultivată, cu o producție în creștere, ceea ce satisface consumul intern), cartofii, trestia de zahăr, porumbul, maniocul, cafeaua, macul, ananasul, citricele, bananele (în ultimul timp a trecut printr-un proces de privatizare, este principala activitate practicată de populația activă - 4/5 din populația activă, dar contribuie cu doar 2/5 din PIB) și pe ajutor internațional. Rămâne încă o țară săracă, în ciuda unei creșteri economice anuale de 6% (între anii 1988-2007), și a unor valori reduse ale inflației (5%) și ale șomajului (2,4%). Laos este pe locul 3 în lume la cultivarea ilegală a opiului (cca 140 t/an). Resursele de subsol (gips, minereuri de fer, huilă, staniu, aur) sunt practic nevalorificate, cu excepția aurului și a gipsului. Resursele forestiere contribuie cu 1/3 la valoarea exporturilor. Laos exportă energie electrică către Thailanda, produsă în hidrocentrale. Industria este slab dezvoltată (cu toate că în ultimii 20 de ani s-a dezvoltat continuu). Laos are o rețea de transporturi foarte deficitară, cu drumuri rutiere rudimentare și aproape fără căi ferate, însă transporturile fluviale sunt dezvoltate. Laos are o datorie externă apreciabilă, principalii parteneri economici fiind Thailanda, Cambodgia, Vietnam, Birmania, Republica Populară Chineză. Turismul este o ramură economică în dezvoltare, veniturile sale au crescut față de anii precedenți, iar numărul turiștilor a crescut de la cca 236.000 în anul 2004 la 1.876.000 în 2010 și la 3.330.072 în 2012.
În ciuda creșterii mari, Laos rămâne o țară cu o infrastructură slab dezvoltată. Încă nu posedă căi ferate dar s-au promis investiții în acest domeniu de către China. Drumurile sunt precare iar telecomunicațiile sunt limitate, deși guvernul subvenționează ameliorări masive în sistemul de drumuri. 
Economia va continua să beneficieze de suport FMI și din alte surse; se derulează investiții în industria alimentară și minerit. Construcțiile vor fi un alt domeniu important, mai ales că proiectele de hidrocentrale și drumuri câștigă importanță. În 2004, Laos a semnat un acord cu SUA, prin care beneficiază de tarife mici la exporturi. În mai 2005, un grup de bănci străine au acceptat să acorde un împrumut de 1,6 miliarde de dolari pentru construirea unui baraj și a unei hidrocentrale pe râul Nam Theun. Exportul de energie electrică aduce statului o sumă anuală de 2 miliarde de dolari. În plus UE va acorda 1 milion de dolari ca asistență pentru viitoarea aderare la OMC.
Sectoare economice: agricultură: 43,4% ; industrie: 30,6% ; servicii: 26%.
Forța activă: 2,8 milioane.
Rata șomajului: 2,4%.
Sectoare agricole și zootehnice: cartofi dulci, porumb, cafea, trestie-de-zahăr, bumbac, ceai, alune, orez, bivoli indieni, porci, vite, păsări.
Industrie: aramă, cositor, ghips, lemn, electricitate, procesare agricolă, construcții, îmbrăcăminte, turism, ciment.
Produse exportate: îmbrăcăminte, produse din lemn, cafea, electricitate, cositor.

## Transporturi și comunicații
Total lungime șosele/drumuri: 31.210 km
Aeroporturi: 44
Utilizatori de internet: 836,896 sau 12.50%.
Codul de internet al țării: .la

## Patrimoniu mondial UNESCO
Până în anul 2011 pe lista patrimoniului mondial UNESCO au fost incluse 2 obiective din această țară.